# Curt Toppel
Curt Herman Toppel (Santa Monica, 19 settembre 1980) è un ex pallavolista statunitense, nel ruolo di opposto.

## Carriera

### Club
La carriera di Curt Toppel inizia nei tornei scolastici californiani, giocando con la Palisades Charter HS. Dopo il diploma fa parte del programma di pallavolo maschile della Stanford, partecipando alla NCAA Division I dal 2000 al 2003, vincendo diversi riconoscimenti individuali; nel 2001 con la selezioni universitaria vince la medaglia d'oro alla XXI Universiade.
Firma il suo primo contratto professionistico a Porto Rico, giocando per i Criollos de Caguas la Liga de Voleibol Superior Masculino 2004, venendo premiato come MVP dell'All-Star Game. Nel campionato 2004-05 si trasferisce in Spagna, per difendere i colori dell'Almería, nella Superliga de Voleibol Masculina; tuttavia resta legato al club solo per qualche mese, trasferendosi alla Reima Crema, nella Serie A2 italiana per il resto dell'annata. Nella stagione seguente gioca da metà annata per l'Igo Genova, sempre nella divisione cadetta italiana.
Torna a giocare a Porto Rico per la Liga de Voleibol Superior Masculino 2006, difendendo i colori dei Patriotas de Lares, mentre nella stagione 2006-07 approda in Grecia, dove veste la maglia dell'Ethnikos Alexandroupolīs, A1 Ethnikī; nella stagione seguente inizia l'annata nella V-League sudcoreana con lo Hyundai Skywalkers, prima di trasferirsi in Germania all'Unterhaching, in 1. Bundesliga, dove termina l'annata.
Dopo la sua terza esperienza portoricana coi Gigantes de Carolina nella Liga de Voleibol Superior Masculino 2008, per il campionato 2008-09 gioca in Qatar con l'Al-Arabi, vincendo lo scudetto, la Coppa del Principe del Qatar e la Coppa dell'Emiro. Nel campionato successivo è nuovamente nella massima divisione greca, questa volta col Lamia.
Nella stagione 2010-11 firma col Nice, nella Ligue A francese, dove tuttavia resta solo per un breve periodo, prima di trasferirsi in Kuwait, per giocare col Kazma, vincendo lo scudetto. Nella stagione successiva firma per il Sivas Dört Eylül, nella Voleybol 1.Ligi turca, ma vi resta per soli cinque incontri, trasferendosi per il resto della stagione a Cipro, giocando l'A' katīgoria col Karavas e vincendo lo scudetto; dopo questa esperienza approda in Indonesia, giocando la Proliga 2012 col Jakarta BNI, vincendo ancora uno scudetto, venendo premiato come miglior schiacciatore.
Dopo l'esperienza indonesiana lascia la pallavolo indoor e si dedica al beach volley, facendo anche un'esperienza dirigenziale come assistente amministrativo per la squadra di pallavolo maschile della Southern California nel 2014. Torna a giocare solo per disputare la prima edizione della NVA, e il suo Showcase, con l'Academy United.

### Nazionale
Nel 2005 gioca per la prima volta con nazionale statunitense, vincendo la medaglia d'oro alla Coppa America.

## Palmarès

### Club
- Campionato qatariota: 1

2008-09
- Campionato kuwaitiano maschile: 1

2010-11
- Campionato cipriota: 1

2011-12
- Campionato indonesiano: 1

2012
- Coppa del Qatar: 1

2009
- Coppa dell'Emiro: 1

2009

### Nazionale (competizioni minori)
- Universiade 2001
- Coppa America 2005

### Premi individuali
- 2000 - All-America Second Team
- 2001 - All-America Second Team
- 2002 - All-America First Team
- 2004 - Liga de Voleibol Superior Masculino: MVP dell'All-Star Game
- 2012 - Proliga: Miglior schiacciatore